# Cherry Valley (New York)
Pour les articles homonymes, voir Cherry Valley et Cherry Valley (village, New York).
Cherry Valley est une ville du comté d'Otsego, dans l'État de New York, aux États-Unis,. En 2010, elle comptait une population de 1 223 habitants.

## Démographie
Lors du recensement de 2000, la ville comptait une population de 1 223 habitants, tandis qu'en 2016, elle est estimée à 1 168 habitants.